# 캉-쉘부르 미디어예술학교
캉-쉘부르 미디어예술학교(École supérieure d'arts et médias de Caen - Cherbourg)는 프랑스 노르망디에 위치한 프랑스 문화부 산하 국공립 미술대학교이다. 1804년에 설립 된 캉 미술학교(École des Beaux-Arts Caen)와 1912년에 설립 된 쉘부르 미술학교(École supérieure des beaux-arts de Cherbourg-Octeville)가 통합되었다. 매년 대략 250명의 학생들에게 국가예술교육을 제공하며 프랑스 문화부에서 수여하는 국가예술학사(DNA, Bac +3, grade Licence), 석·박사 과정(DNSEP, Bac +5, grade Master/RADIAN — Bac +8)및 기타 예술교육과정(Grand Public, Class Preparation)이 개설되어있다. 1학년은 사진·회화·조각·디자인·미디어·미술사 등 전반적인 공통예술과목을 다루며 이후 그래픽 디자인학부(Option Design Graphique) 와 커뮤니케이션 예술학부(Option Art Communication)로 나눠진다. 2022년에 그랑제콜로 등록되었다.

## 연혁
- 1795년 2월 25일, 15세기에 설립 된 캉 대학교에 드로잉 강의 개설
- 1804년, 캉 시립미술학교 설립
- 1912년, 쉘부르 시립미술학교 설립
- 1944년, 제2차 세계대전 캉 전투로 인한 교육시설 파괴 및 수업중단
- 2009년 2월 27일, 캉 시립미술학교 교육시설 신축
- 2011년 7월 1일, 캉-쉘부르 미디어예술학교로 통합
- 2022년, 그랑제콜로 등록

## 위치

### 캉(Caen) 캠퍼스
캉 캠퍼스는 오른운하(Orne)에 둘러쌓인 작은반도 위에 위치하며 2009년 신축 된 건물은 4 개의 정원을 중심으로 구성되어있다. 지상층은 리셉션, 레스토랑, 강당, 전시장, 도서관 또는 다양한 프로그램을 위해 예약 된 공간이며 지하층은 조각, 도자기, 목재, 철, 나무, 석판 인쇄, 스크린 인쇄, 출판, 사진 등의 작업실이 있다. 더해서 멀티미디어, 비디오 편집, 애니메이션, 3D 등을 갖춘 미디어계열 작업실이 전층에 걸쳐 마련되어있다. 또한 각 작업실에는 기술책임자가 상주해있어 학생들에게 별도의 교육을 제공한다. 캉(Caen)은 바스 노르망디의 수도이며 지리상 파리(Paris)와 런던(London)의 가운데에 위치해 있어 두 도시를 비교적 단시간에 접근이 가능하다. 특히 캉은 역사가 깊은 도시로 근교에 위치한 오래된 문화유적지와 다양한 노르망디의 휴양도시로 접근이 용이하다. 예를들어, 바이외(Bayeux)의 바이외 태피스트리(Tapisserie de Bayeux), 리지외(Lisieux)의 성녀 테레사, 카망베르(Camabert)의 카망베르 치즈가 세계적으로 유명하다. 추가적으로 디즈니의 창립자 월트 디즈니(Walt Disney) 가문의 고향이자 버터로 유명한 이즈니(Isigny), 소설가 마르셀 프루스트(Marcel Froust)가 『잃어버린 시간을 찾아서』를 집필하는데 영감을 받았던 카부르(Cabourg), 작곡가 에릭 사티(Eric Satie)의 고향인 옹플뢰르(Honfleur) 그리고 인상파 화가 클로드 모네(Claude Monet)의 영감이 되었던 코끼리 바위 에트르타(Étretat)가 근처에 있다. 특히 패션 디자이너 코코 샤넬(Coco Chanel)은 상류층의 고급 휴양지였던 도빌(Deauville)에 자신의 명품 브랜드인 샤넬(Chanel)의 첫번째 오프라인 매장을 개업했다.2019년, 현대미술가 데이비드 호크니(David Hockney)는 캉 근교에 머무르면서 아이패드를 활용한 노르망디 풍경화 시리즈를 제작했다.

### 쉘부르(Cherbourg) 캠퍼스
쉘부르 캠퍼스는 2011년부터 1858년 나폴레옹 3세때 지어진 르네르바 군병원(Hôpital des armées René-Le Bas) 건물로 이전하여 사용되고 있다. 기숙사, 멀티미디어·사진 작업실을 비롯하여 강당 및 도서관 등의 시설을 포함하고있다. 쉘부르(Cherbourg-Octeville)는 영화감독 자크 드미(Jacques Demy)가 제 17회 칸 영화제에서 황금종려상을 수상한 뮤지컬 영화 쉘부르의 우산(Les Parapluies de Cherbourg)의 실제 촬영지가 되는 배경 도시이다. 쉘부르는 실제로 연중 강수량이 매우 높아 일년내내 흐린날씨와 강한 비바람이 특징적이므로 견고한 우산이 지역의 특산품이 되었다. 오래전부터 프랑스 해군의 군항기지로 사용되었으며 미대륙과 영국해협을 오가는 항구도시역할을 해왔다. 타이타닉호(Titanic)가 침몰하기전 마지막으로 정박했던 기항지이기도 하다. 또한 화가 장 프랑수와 밀레(Jean-François Millet)의 고향이 근처에 있으며 유년시절에는 쉘부르시의 지원을 받아 미술교육을 받아왔다. 현재 화가의 생가는 박물관으로 사용되고 있으며 풍경화 작품의 실제 배경이 되는 해변가를 따라 걸을 수 있는 산책로가 함께 조성되어있다. 추가적으로 노르망디 대표 관광지 몽생미쉘(Mont Saint-Michel)을 비롯한 영국의 저지섬(Jersey Island) 등 상징적인 관광지에 접근이 용이하다.

## 주요 동문
- 아르튀르 르 둑 (1848-1918, 조각)
- 아르젠-히포리트 리베 (1838-1903, 회화)
- 알랭 르 폴 (1934-1981, 일러스트레이션)
- 샤를 뒤테르트레 (1972-, 일러스트레이션)
- 크리스토프 블레인 (1970-, 만화)
- 다비드 니콜라 (1973-, 미술사)
- 드니 바이람 (1970-, 만화)
- 드니 리비에르 (1945-2020, 회화)
- 에릭 오몬드 (1968-, 만화)
- 프랑수아 브뢰우트 (1969-, 일러스트레이션)
- 플로랑 쇼팽 (1958-, 회화)
- 조르주 르 페브르 (1861-1912, 회화)
- 조르주 파트릭스 (1920-1992, 디자인)
- 줄스 루이 라메 (1855-1927, 회화)
- 줄리앙 크뤼제 (1986-,현대미술)
- 쟈크 파스키에 (1932-, 회화)
- 잭 뮈텔 (1935-2016, 회화)
- 사사메야 유키 (1943-, 일러스트레이션)
- 살로메 무앙지에-갈레 (2001-, 영화)
- 시몽 위로 (1977-, 만화)
- 롤랑 르프랑 (1931-2000, 회화)
- 파트리스 르호슈뤠이 (1957-, 현대미술)
- 모리스 피죤 (1883-1944, 회화)
- 모리스 타스트망 (1878-1944, 회화)
- 마르셀린 델베크 (1977-, 사진)
- 미레일 룹 (1969-, 사진)
- 올리비에 킨나 (1972-2019, 만화)
- 올리비에 티에보 (1963-, 일러스트레이션)
- 쁘띠트 푸와손 (1976-, 일러스트레이션)
- 로베르 부카유 (1905-1992, 회화)
- 로뮈알드 레우티만 (1967-, 만화)
- SP 38 (1960-, 현대미술)
- 티에코 (1962-, 만화)

## 주요 교수진
- 알프레드 길라드(1810-1880, 회화)
- 루이 에두아르 가리도(1893-1982, 회화)
- 조르주 알부 뒤 타네(1895-1986, 조각)
- 미셸 아드리엔 세르방(1885-1949, 회화)
- 샤를 에밀 핀슨(1906-1963, 판화)
- 로제 에스케나지(1923-2003, 회화)
- 앙리 토마(1930-2016, 회화)
- 장 피에르 르 고프(1948-, 미술사)
- 다니엘 퐁토로(1947-, 조각)
- 조엘 위보(1947-, 현대미술)
- 장-밥티스트 르베(1981-, 디자인)
- 장 제라드 그웨젠그(1941-, 판화)
- 미리암 메시타(1974-, 회화)
- 프랑스와즈 셰인(1953-, 현대미술)
- 이자벨 프림(1984-, 영화)
- 셀린 뒤발(1974-, 디자인)

## 참고
1. ↑  “conference-des-grandes-ecoles”. 《Ouest France》 (ouest france). 2022년 10월 3일.
2. ↑  “Caen la mer”. 2021년 2월 17일에 원본 문서에서 보존된 문서. 2020년 12월 27일에 확인함.
3. ↑  “world history encyclopedia”.
4. ↑  “history of cheese <camembert-benefits-and-history>”.
5. ↑  “LeParisien Journal ‹Isigny-sur-Mer›”.
6. ↑  “Chanel official website news”.
7. ↑  “caen.maville journal”.
8. ↑  “titanicbelfast <cherbourg connection>”.
9. ↑  “Ville de Cherbourg”. 2020년 12월 27일에 확인함.